# Grön kakmossa
Grön kakmossa (Hedwigidium integrifolium) är en bladmossart som beskrevs av Dixon in C. E. O. Jensen 1939. I den svenska databasen Dyntaxa används istället namnet Hedwigia integrifolia. Enligt Catalogue of Life ingår Grön kakmossa i släktet Hedwigidium och familjen Hedwigiaceae, men enligt Dyntaxa är tillhörigheten istället släktet Hedwigia och familjen Hedwigiaceae. Arten har ej påträffats i Sverige. Inga underarter finns listade i Catalogue of Life.